# Rammertshofen
Rammertshofen ist ein Ortsteil der oberbayerischen Gemeinde Egenhofen im Landkreis Fürstenfeldbruck.

## Geografie
Der Weiler liegt circa einen Kilometer südlich von Aufkirchen. Der Ort ist über die Kreisstraße FFB 8 zu erreichen.

## Geschichte
1078 wird der Ort als „Regimundishouen“ in einem Zeugenbericht das erste Mal erwähnt. Der Name bedeutet „Höfe des Regimun“.
1427 gehört Rammertshofen zur Veste Unterweikertshofen. 1752 gehörte Rammertshofen zur Niedergerichtsschaft Bernried. Rammertshofen gehörte zum Gebiet Esting. 1812 besitzt das Kloster Bernried drei Anwesen und die Pfarrei Aufkirchen im Orte.
Am 1. Mai 1978 wurde Rammertshofen als Ortsteil der ehemals selbständigen Gemeinde Aufkirchen nach Egenhofen eingegliedert.

## Baudenkmäler
Siehe auch: Liste der Baudenkmäler in Rammertshofen
- Katholische Filialkirche Heilig Kreuz

## Bodendenkmäler
Siehe: Liste der Bodendenkmäler in Egenhofen